# Megastigmus mariannensis
Megastigmus mariannensis is een vliesvleugelig insect uit de familie Torymidae. De wetenschappelijke naam is voor het eerst geldig gepubliceerd in 1946 door Fullaway.